# Sør-Trøndelag megye

Sør-Trøndelag elhelyezkedése Norvégiában.

Sør-Trøndelag egyike Norvégia 19 megyéjének (norvégul: fylke), Trøndelag földrajzi régióban, az ország középső részén. Keleti szomszédja Svédország, nyugaton az Atlanti-óceán, norvégiai szomszédai Nord-Trøndelag, Møre og Romsdal, Oppland és Hedmark megyék.
Közigazgatási központja Trondheim, ahol a megye lakosságának több, mint fele él.
Sør-Trøndelag népessége 282 993 fő (2007), ezzel a norvég megyék közt az ötödik legnagyobb. Területe 18 848 km², ezzel hetedik a rangsorban.
A megyét északi és déli részre osztja a Trondheim-fjord.
Sør-Trøndelagban a norvég nyelv Trøndersk nyelvjárását beszélik.

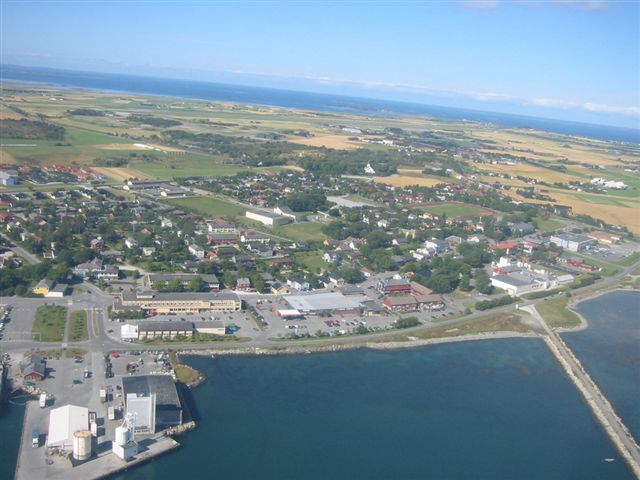
Ørland a Trondheim-fjord torkolatánál; jellemzője a mezőgazdaság és az Ørland légitámaszpont.

## Neve
A Sør-Trøndelag nevet 1919-ben alkották, jelentése: Dél-Trøndelag'.
1919-ig a megye neve Søndre Trondhjems amt volt, azaz Trondhjems amt (amt a megye régi neve fylke helyett) déli része. A régi Trondhjems amtot 1662-ben hozták létre, de 1804-ben kettéosztották. Trondhjem Trondheim régi neve.
Lásd még: Nord-Trøndelag megye

## Községei
Sør-Trøndelaghoz a következő 25 község tartozik:
| 1. Åfjord 2. Agdenes 3. Bjugn 4. Frøya 5. Hemne 6. Hitra 7. Holtålen 8. Klæbu 9. Malvik 10. Meldal 11. Melhus 12. Midtre Gauldal 13. Oppdal | 1. Orkdal 2. Ørland 3. Osen 4. Rennebu 5. Rissa 6. Roan 7. Røros 8. Selbu 9. Skaun 10. Snillfjord 11. Trondheim 12. Tydal |